# Ferrari 500
El Ferrari 500 era un cotxe de Fórmula 2 dissenyat per Aurelio Lampredi. Per a la Temporada 1952 de Fórmula 1 la FIA va anunciar que el mundial seria amb cotxes d'especificació Fórmula 2 després de la retirada d'Alfa Romeo de l'esport.
Ferrari era l'únic equip a tenir un cotxe específicament dissenyat per a aquest nou tipus de Fórmula. El cotxe era motoritzat per un motor de quatre cilindres en línia que era muntat darrere de l'eix davanter, millorant així la distribució del pes.
Alberto Ascari va pilotar aquest cotxe, amb el qual va obtenir el seu primer campionat del món, guanyant totes les carreres almenys una amb aquest model. La cursa que no va guanyar va ser a causa del fet que pilotava un motor de 4,5 litres de Ferrari a l'Indianapolis 500 en una cursa en la qual no va arribar a donar cap volta. La següent temporada, Ascari va guanyar el seu segon mundial de pilots, i Ferrari va guanyar totes menys l'última carrera que va ser guanyada per Juan Manuel Fangio, que tornava a la competició després d'un accident en què el seu coll va patir lesions.
Ascari va aconseguir guanyar 9 carreres seguides amb el 500, un rècord que encara es manté actualment. El 500 va guanyar totes menys una carrera des que va entrar en actiu, cosa que en fa el cotxe més reeixit en la història de la Fórmula 1.